# Landgericht Sonnenburg

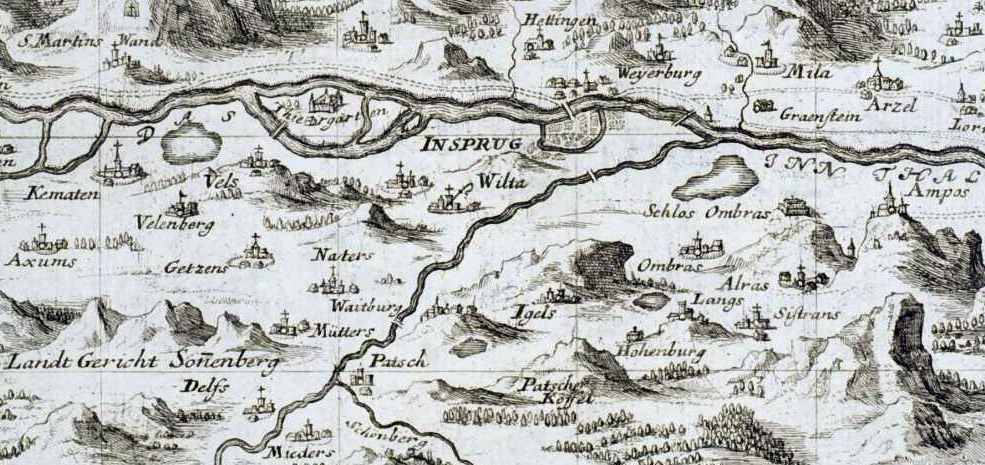
Karte von dem Gerichtsbezirk Sonnenburg

Das Landgericht Sonnenburg ist eines der im 13. Jahrhundert entstandenen Einrichtungen zur Besorgung der Rechtspflege und öffentlichen Verwaltung von Tirol (Urbarbuch des Jahres 1288).  Von 1806 bis 1814 war es unter bayerischer Herrschaft.

## Geschichte
Die landesfürstlichen Gerichte (Landgerichte) übten in Zivil- und Strafsachen die hohe Gerichtsbarkeit aus; Stadt- und Marktgerichte, Stifts- und Hofmarkgerichte waren mit der niederen Gerichtsbarkeit ausgestattet. Die Gerichte setzten sich durchwegs aus nichtstudierten Rechtsprechern (ehrenwerte und angesehene Männer) zusammen, die nach Landesbrauch und Landesrecht Recht sprachen. Hauptperson des alttirolischen Gerichtswesens war der vom Gerichtsherrn eingesetzte Richter oder Pfleger mit dem Gerichtsschreiber. Diesen oblag neben der Justizpflege auch die politische Verwaltung, d. h., sie mussten in ihrem Sprengel Steuern eintreiben, Lieferungen (Steuern) aufbringen, in kritischen Zeiten die Landesverteidigung organisieren usw. Die Landgerichte waren damit jene Gebietskörperschaften, die jahrhundertelang mit Unterstützung der Gemeindevorsteher für das ganze öffentliche Leben, vor allem der bäuerlichen Bevölkerung Tirols, als Vollzugsorgane bestimmend waren. Das Landgericht Sonnenburg besaß vor den anderen Landgerichten den Vorzug, dass es für das ganze Land Tirol bei Verbrechen des Hochverrats und der Falschmünzerei zuständig war.
Das mittlere Inntal unterteilte sich in die Gerichtsbezirke Rottenburg (Rotholz), Frundsberg (Schwaz), Rettenberg (Volders), Thaur (Hall), Matrei (Wipptal) und Sonnenburg (Innsbruck Umgebung). Das Landgericht Sonnenburg erstreckte sich über 14 Gemeinden des südlichen Mittelgebirges von Tulfes bis Kematen und jenseits des Inn auf Hötting. Zum Landgerichtsbezirk Sonnenburg gehörten mehrere Niedergerichte, und zwar das Gericht Axams (Gemeinden Birgitz, Axams, Grinzens, Rothenbrunn und Gries im Sellrain), das Gericht Stubai (für die ganzen Talgemeinden), das Propsteigericht Ambras (Gemeinden Amras, Pradl, Aldrans, Ellbögen), das Stadtgericht Innsbruck und das Hofgericht Wilten (Gemeinden Wilten, St. Sigmund im Sellrain). Im 18. Jahrhundert war Sonnenburg mit 12.000 Gerichtsuntertanen eines der zahlenmäßig größten Gerichte Tirols.
Im 13. und 14. Jahrhundert war der Sitz des Landgerichtes Sonnenburg auf der Sonnenburg bei Natters. Im 15. bis 17. Jahrhundert war dann Schloss Vellenberg bei Götzens Gerichtssitz, im 18. Jahrhundert der Ansitz Ettnau in Hötting und zuletzt (1814–1849) das Gerichtsgebäude in Wilten.
Nach dem Frieden von Preßburg am 25. Dezember 1805 kamen Tirol und Vorarlberg von 1806 bis 1814 unter bayerische Herrschaft. Dabei nahm die bayerische Regierung 1807 eine neue Gerichtseinteilung vor. Unter anderem wurde das Landgericht Sonnenburg mit dem Stadtgericht Innsbruck zum Landgericht Innsbruck zusammengelegt, während die kleinen Niedergerichte Ambras, Axams und Wilten aufgelöst und Innsbruck unterstellt wurden. Nach der Wiedervereinigung Tirols mit dem Kaiserreich Österreich im Jahre 1814 wurde die alte Gerichtsverfassung und Verwaltungsorganisation nach österreichischem Muster wieder eingeführt. Die alten Landgerichte nahmen 1817 nach Neuformierung, jetzt als kaiserliche Landgerichte, ihre Tätigkeit wieder auf. Die von der bayerischen Zwischenregierung 1807 aufgehobenen Gerichte Ambras, Axams und Wilten wurden nicht mehr hergestellt. Vom Gerichtsgebäude in Wilten aus wurden nun 20 Gemeinden versorgt: Wilten, Amras, Aldrans, Sistrans, Lans, Igls, Vill, Patsch, Mutters, Natters, Götzens, Birgitz, Axams, Grinzens, Rothenbrunn, Gries im Sellrain, St. Sigmund im Sellrain, Kematen, Völs und Hötting. Nach der neuen Justiz-Organisationsverordnung für Tirol und Vorarlberg vom 15. Juni 1849 wurde das kaiserliche Landgericht Sonnenburg Wilten endgültig aufgehoben und der ganze Gerichtsbezirk mit dem Sprengel Innsbruck zum neuen Bezirksgericht Innsbruck vereinigt.
Damit war mit der Schaffung der Bezirkshauptmannschaften auch eine Trennung der politischen Geschäfte von der Justiz gegeben, wie sie schon Kaiser Joseph II. angestrebt hatte. Das Landgericht, das neben der Justizpflege als Vollzugsorgan der Regierung alle Angelegenheiten seiner Gerichtsgemeinden mit väterlicher Sorgfalt zu behandeln hatte, nämlich angemessene Handhabung des Steuer- und Wehrwesens, Sorge für die Aufrechterhaltung der Ruhe, Sicherheit und Sittlichkeit sowie Förderung des öffentlichen Wohles in jeder Hinsicht, hatte damit aufgehört zu bestehen.